# Juan José Valle
Juan José Valle (Buenos Aires, 15 de marzo de 1904 - Ib., 12 de junio de 1956) fue un militar argentino, general de división del Ejército, que lideró una fallida sublevación cívico-militar (en 1956) contra la dictadura militar autodenominada «Revolución Libertadora», la cual era liderada por Pedro Eugenio Aramburu. Poco después de que el movimiento fuera derrotado por la dictadura Valle fue fusilado por orden de Aramburu, junto a otras personas que adhirieron al levantamiento. Este acto ilegal de la dictadura llevó a que vastos sectores de la población argentina denominen a aquel régimen militar irónicamente como «La Fusiladora».

## Biografía
Fue nombrado ingeniero militar a los 22 años. Se casó con Dora Cristina Prieto —quien pertenecía a una familia tradicional de Buenos Aires— y tuvieron una sola hija: Susana Cristina (1936-2006).
Su capacidad profesional le permitió desarrollar su carrera militar en los más prestigiosos destinos. Revistó en el Colegio Militar de la Nación como Jefe de sección y Comandante de la Compañía de Ingenieros Zapadores Pontoneros. Su inteligencia y contracción al estudio motivaron que fuera profesor de la Escuela Superior Técnica. Cuando revistaba con el grado de Teniente fue uno de los militares que aceptó con entusiasmo participar del golpe de Estado que derrocó al presidente Hipólito Yrigoyen el 6 de septiembre de 1930.
Fue miembro de la Comisión de Adquisiciones en el exterior, en París, Francia, tiempo que aprovechó para continuar su capacitación profesional.
Sus sobresalientes aptitudes profesionales lo llevaron a ser nombrado Jefe del Batallón 4 de Zapadores Pontoneros en Concepción del Uruguay y luego subdirector de la Escuela de Zapadores —actual Escuela de Ingenieros—, la misma que a partir de 2006 lleva su nombre. Luego fue nombrado inspector de Ingenieros y director general de Ingenieros hasta la finalización de su carrera con el golpe de Estado de septiembre de 1955.

## Golpe militar de 1955
El 16 de septiembre de 1955 comenzó un golpe de Estado autodenominada Revolución Libertadora, contra el gobierno constitucional del presidente Juan Domingo Perón. El 18 de septiembre el ministro de Guerra Franklin Lucero solicitó por radio un parlamento entre los bandos opuestos y Perón envió una carta al Ejército ofreciéndoles entregar su mando.Sobre la base de esta carta se constituyó una Junta Militar integrada por 17 generales entre los cuales estaba el general Valle, la cual inició negociaciones con los golpistas y el 21 de septiembre conviene con ellos los puntos de acuerdo sobre la base de los cuales se entregaría el poder, lo que se realizó el 23 de ese mismo mes. 
El poder fue asumido por un gobierno militar dirigido inicialmente por el general de división
Tras instalarse la dictadura autodenominada Revolución Libertadora se produjo a la detención de miles de presos políticos, entre ellos algunos militantes peronistas detenidos en el buque-prisión Washington, internado aguas adentro del Puerto de Buenos Aires. Allí estaban los generales Juan José Valle y Raúl Tanco, entre otros oficiales. Allí acordaron  diseñar un movimiento que exigía el cese de la persecución al peronismo; el retorno a la democracia, la restitución de la Constitución de 1949 y libertad a los presos políticos.

## Levantamiento de 1956
En la noche del 9 de junio de 1956 comenzó una insurrección cívico-militar peronista comandada por el general Juan José Valle, secundado por el general Tanco. El movimiento se desplegó en varias partes del país, pero fue rápidamente desbaratado. En los enfrentamientos los sublevados mataron a tres personas —Blas Closs, Rafael Fernández y Bernardino Rodríguez— y tuvieron a su vez dos muertos —Carlos Yrigoyen y Rolando Zanera— sin contar los que fueron luego fusilados.
Respecto del propósito de los rebeldes dice Page:

"El manifiesto que delineaba los objetivos del movimiento era un tanto vago; llamaba a elecciones a la brevedad posible y exigía la preservación del patrimonio nacional pero no decía nada respecto a Perón. Aunque un grupo de peronistas, individualmente, se unieron a la conspiración y las bases del partido la consideraban como un intento de entronizar nuevamente al conductor, la resistencia peronista se mantuvo a la distancia"

El gobierno militar decidió efectuar un castigo ejemplificador y completamente inusual para la historia argentina en el siglo XX disponiendo el fusilamiento de los sublevados. Entre el 9 y el 12 de junio de 1956 27 civiles y militares fueron fusilados, algunos de ellos en fusilamientos clandestinos realizados en José León Suárez, antes de la orden de ley marcial, relatados en un clásico libro de Rodolfo Walsh titulado Operación Masacre.
Valle, muy deprimido por los fusilamientos que ya se conocían, se había refugiado en casa de un amigo, Andrés Gabrielli. Como insistía en presentarse, Gabrielli se entrevistó con el capitán Francisco Manrique en la Casa de Gobierno y obtuvo la promesa de que se respetaría su vida. El 12 de junio Valle esperó que Manrique lo fuera a buscar y lo llevara al Regimiento de Palermo, donde lo interrogaron y condenaron a muerte. Manrique fue a ver al general Aramburu y éste se negó a conmutarle la pena, aduciendo que después de haber fusilado a suboficiales y civiles no se podía dejar de aplicar la misma pena al cabecilla del movimiento. A las 8 de la noche avisaron a su familia que a las 10 sería fusilado. Su hija Susana, de 18 años, corrió a ver a Monseñor Tato, que había sido expulsado, quien por intermedio del Nuncio Apostólico obtuvo que el Papa telegrafiara un pedido de clemencia al dictador Aramburu, sin resultado.
Juan José Valle fue fusilado el 12 de junio de 1956 en la Penitenciaría Nacional de la Ciudad de Buenos Aires, actual parque Las Heras (en las calles Coronel Díaz y Las Heras) donde se encuentra una placa colocada en su memoria y la de los demás fusilados. Antes de morir entregó varias cartas a su hija Susana, entre ellas una dirigida a Aramburu en la que expresa:

Dentro de pocas horas usted tendrá la satisfacción de haberme asesinado.... Con fusilarme a mí bastaba. Pero no, han querido ustedes, escarmentar al pueblo, cobrarse la impopularidad confesada por el mismo Rojas, vengarse de los sabotajes, cubrir el fracaso de las investigaciones, desvirtuadas al día siguiente en solicitadas de los diarios y desahogar una vez más su odio al pueblo. De aquí esta inconcebible y monstruosa ola de asesinatos. Entre mi suerte y la de ustedes me quedo con la mía. Mi esposa y mi hija, a través de sus lágrimas verán en mí un idealista sacrificado por la causa del pueblo. Las mujeres de ustedes, hasta ellas, verán asomárseles por los ojos sus almas de asesinos. Y si les sonríen y los besan será para disimular el terror que les causan. Aunque vivan cien años sus víctimas les seguirán a cualquier rincón del mundo donde pretendan esconderse. Vivirán ustedes, sus mujeres y sus hijos, bajo el terror constante de ser asesinados. Porque ningún derecho, ni natural ni divino, justificará jamás tantas ejecuciones.... Viva la patria.
General Juan José Valle

El saldo de los fusilamientos de junio de 1956 fue de 18 militares y 13 civiles asesinados.
Respecto de la reacción de Perón cuenta Miguel Bonasso:

"En carta a Cooke, Perón criticó acerbamente "el golpe militar frustrado", que atribuyó a "la falta de prudencia que caracteriza a los militares". Después, los acusó de haberlo traicionado y conjeturó que, de no haberse ido del país, lo hubieran asesinado "para hacer méritos con los vencedores".

Por su parte el historiador Joseph A. Page dice sobre el episodio:

"En una carta que Perón envió a John William Cooke el mismo día del levantamiento de Valle, no había la más mínima traza de compasión por los militares rebeldes. El conductor criticaba su apresuramiento y falta de prudencia y aseguraba que sólo su ira por haber debido sufrir el retiro involuntario los había motivado a actuar".

## Homenajes

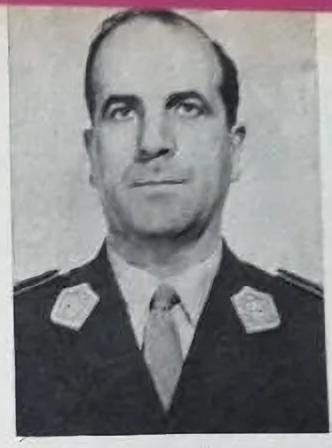
Foto de Valle en la revista argentina Panorama N.º 309, de 1973.

En homenaje al teniente general Valle, una calle de la ciudad de Buenos Aires lleva su nombre.
En Paso de los Libres (Corrientes), una arteria de acceso a la ciudad lleva el nombre de Juan José Valle.
En Mar del Plata, en el barrio Alfar una calle lleva su nombre, la 407 ex 28. En Salta a nivel inicial existe la Escuela N.º 4774 «Gral. Juan José Valle» ubicada en barrio Libertad, en la zona sureste de la ciudad de Salta.

En Concordia, Entre Ríos existe la Escuela N.º 74 «Juan José Valle». También en Colonia del Valle un establecimiento educativo lleva su nombre.
En Santiago del Estero existe la plaza «General Juan José Valle», ubicada entre las avenidas Libertad y Aguirre del barrio Mosconi;
 renombrada en su honor. 

En el centro de la Ciudad de Guernica, en el Partido de Presidente Perón (Buenos Aires), la plazoleta ubicada frente al Palacio Municipal lleva el nombre de «Juan José Valle».
El 12 de junio de 2006, en homenaje a Valle se renombró como «Tte. Grl. Juan José Valle» a la Escuela de Ingenieros del Ejército Argentino. Existe además un busto en homenaje a Valle en la Escuela de Ingenieros que lleva su nombre.
El 25 de julio de 1973, el Honorable Concejo Deliberante de Villa María (Córdoba) aprobó la ordenanza 1401, norma que nombró como "General Juan José Valle" a una artería de esa ciudad. En 2014 fue bautizado con su nombre el cruce de la RN 9 (Autopista Buenos Aires - Rosario) y la RN 188, en San Nicolás de los Arroyos una calle lleva su nombre. Además existen calles en su honor en  Bernal, partido de Quilmes, en Capital Federal Nueva Pompeya, en Morón, en Cipolletti. y en La Cumbre, provincia de Córdoba, una Avenida céntrica lleva su nombre. En Rawson existe el Barrio Juan José Valle.
Existe además un monumento en homenaje a los fusilados del 9 de junio de 1956, en la localidad balnearia de Mar del Tuyú. Además se declaró Lugar Histórico Nacional al sitio donde fue fusilado el General Juan José Valle, en el Parque "General Juan Gregorio de Las Heras", Ciudad Autónoma de Buenos Aires.
El 27 de noviembre de 2013 el Congreso de la Nación Argentina sancionó la Ley N.º 26 927, derogando el Decreto N.º 2146/79 y designando con el nombre de «Teniente General Juan José Valle» a la Autopista Ruta Nacional 9, en el tramo comprendido entre la ciudad de San Nicolás de los Arroyos y la ciudad de Rosario, que antes llevaba el nombre del dictador Aramburu.